# Alain Fresnot
Alain Fresnot (Paris, França, 6 de junho de 1951) é um cineasta francês radicado no Brasil.

## Biografia
Em 1997 dirigiu o filme Ed Mort tendo Paulo Betti como protagonista, com roteiro de José Rubens Chachá baseado no personagem do escritor Luis Fernando Verissimo, adaptado para os quadrinhos por Miguel Paiva.
Em 2003 dirigiu Desmundo, uma adaptação do livro Desmundo, de Ana Miranda. A direção de fotografia é de Pedro Farkas, a trilha sonora, de John Neschling. Todo o elenco teve que aprender o português arcaico, tanto que o filme é apresentado com legendas para ajudar na compreensão.

## Filmografia
Filmes dirigidos por Alain Fresnot:
- Doces e Salgados (1973; curta-metragem)
- Pêndulo (1974; curta-metragem)
- Nitrato (1975; curta-metragem)
- Trem Fantasma (1976)
- Capoeira (1979; curta-metragem)
- Amor que Fica (1986; curta-metragem)
- Lua Cheia (1988)
- Pé de Pato (1994; curta-metragem)
- Ed Mort (1997)[5]
- Desmundo (2002)
- Família Vende Tudo (2011)[6]
- Uma Noite Não É Nada (2016)